# Damien du Sinaï
Damien (en grec moderne : Δαμιανός), né Dimitrios Georgiou Samardzis le 4 avril 1935 à Athènes, est un ecclésiastique et théologien grec orthodoxe. Il est archevêque du Sinaï, de Pharan et de Raïthou depuis 1973.

## Biographie
Après des études en théologie et en médecine à l'université d'Athènes et son service militaire, il est admis comme novice au monastère Sainte-Catherine du Sinaï en 1961. Il est ordonné comme hiérodiacre en 1962 et comme hiéromoine en 1965.
Le 23 décembre 1973, il est élu par les moines abbé de son monastère et reçoit le titre d'archevêque du Sinaï, de Pharan et de Raïthou, en résidence au Caire.